# ۲۰ جمادی‌الاول
۲۰ جمادی‌الاول، بیستمین روز از ماه جمادی‌الاول در تقویم هجری قمری است.
در تقویم هجری قمری قراردادی این روز۱۳۸مین روز سال است.